# Wilhelm Christ-Iselin
Wilhelm Kornelius Christ-Iselin (* 30. Juni 1853 in Basel; † 24. Februar 1926, anderes Datum 23. Februar 1926 ebenda) war ein Schweizer Industrieller und Autor in Basler Mundart; sein Pseudonym war Abraham Glettyse.

## Leben

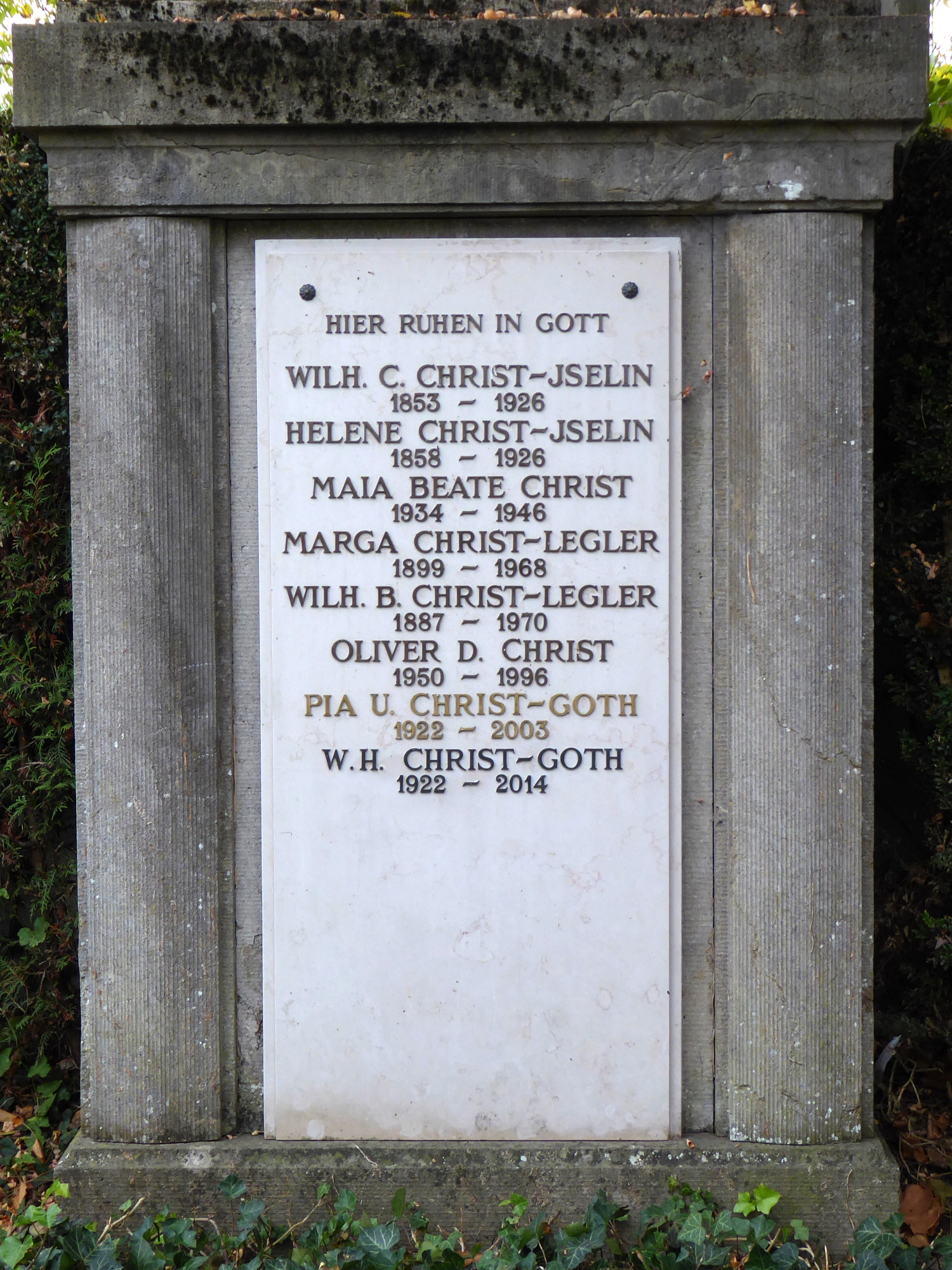
Grab auf dem Wolfgottesacker, Basel.

### Familie
Wilhelm Christ-Iselin war das fünfte von sieben Kindern des Kaufmanns Balthasar Christ (1814–1880) und dessen Ehefrau Maria (* 1820 in Basel; † 1901), die Tochter des Bauschreibers Johann Jakob Uebelin (1793–1873).
Zu seinen Neffen zählte unter anderem der Geistliche Lukas Christ.
Seit 1881 war er mit Helene (* 1858 in Basel; † 1926), Tochter des Fabrikanten Alfred Iselin (1826–1904) verheiratet. Ihr gemeinsamer Sohn war Wilhelm. B. Christ (1887–1970). Seine letzte Ruhestätte fand Christ auf dem Wolfgottesacker in Basel.

### Werdegang
Wilhelm Christ-Iselin besuchte die Primarschule in der Kanonengasse, darauf das Gymnasium in Basel und die damalige Gewerbeschule; an der Zeichenschule erhielt er Unterricht bei Ludwig Adam Kelterborn.
Er erhielt eine kaufmännische Ausbildung im, von Benedict Bischoff (1769–1836) gegründetem und von seinem Sohn Hieronymus Bischoff weitergeführten, Bankhaus Bischoff zu St. Alban in Basel. Anschliessend war er bei seinem älteren Bruder Gustav Christ, der Direktor einer Bank in Mülhausen war, tätig, bevor er für viereinhalb Jahre als Kaufmann nach Paris ging; dort lebte er in einem grossen Freundeskreis, der sich aus Schweizer Künstlern und jüngeren Kaufleuten bildete. Später übergab er seine Stellung an seinen jüngeren Bruder Hans Christ und übernahm mit Emanuel Sandreuter die Vertretung der Versicherung Französische Gesellschaft des "Phoenix".
1878 kehrte er nach Basel zurück und half dort seinem Freund Rudolf Brüderlin das Bankhaus Merian und Brüderlin zu gründen.
Auf Wunsch seines Schwiegervaters trat er 1887 in die Schappespinnerei A. Iselin & Co. in Niederschönthal ein, um dann, anlässlich der Fusion mit der Floretspinnerei Ringwald, 1906 in diese überzutreten; in seinen letzten zwanzig Lebensjahren war er deren Verwaltungsratspräsident.

### Künstlerisches Wirken
Wilhelm Christ-Iselin hatte eine Neigung zur Kunstmalerei und betätigte sich auch als Maler und Zeichner; am kulturellen Leben in Basel nahm er aktiv teil.
Seine zeichnerische Neigung wurde durch zahlreiche Besuche bei Arnold Böcklin, der in den 1860er Jahren in der Missionsstrasse in Basel neben seinen Eltern wohnte, gefördert und unterstützt. Er pflegte auch eine lebenslange Freundschaft zu dem Maler Hans Sandreuter, mit dem er in der Kindheit gemeinsam die Zeichenschule besucht hatte.
In seinen frühen Jahren veröffentlichte er Beiträge zu Kunstfragen in Tageszeitungen und Kunstzeitschriften.

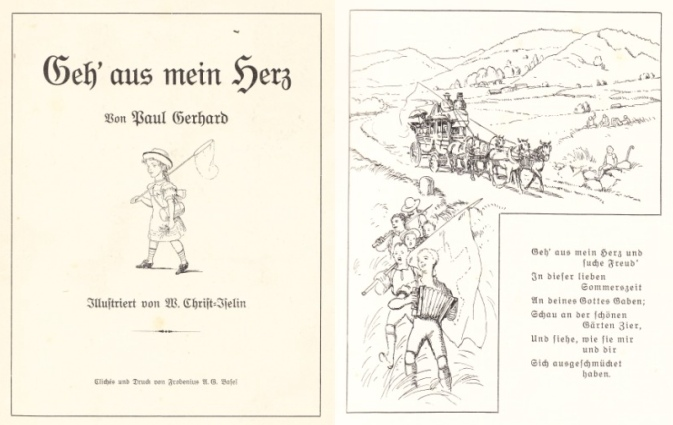
Geh aus, mein Herz, Bilderbuch zum Paul-Gerhardt-Lied, mit Illustrationen von Wilhelm Christ-Iselin

Er verfasste verschiedene Schwänke und Lustspiele in baseldeutsch, die unter seinem Pseudonym Abraham Glettyse erschienen, unter anderem 1923 s'Teschtament oder D'r Doppelgänger und Die neiji Schtubemagd. 1933, nach seinem Tod, wurden Dr Prinz, Bim Gwafför und Dr Vereinsspaziergang veröffentlicht. Die Stücke wurden unter anderem im Amateurtheater Quodlibet und der Dramatischen Gesellschaft, 1925 in Baseldytschi Bihni umbenannt, in Basel aufgeführt und auch noch, nach seinem Tod, im Radio übertragen.
Unter seinem richtigen Namen veröffentlichte er 1902 Die Werke Hans Sandreuter's, 1920 Erinnerungen an Hans Sandreuter und 1925 Jugenderinnerungen, deren Illustrationen er selbst erstellte; 1964 erschienen seine Briefe an die Eltern. Er illustrierte unter anderem 1918 auch das Bilderbuch Geh aus, mein Herz zum Paul-Gerhardt-Lied.
Als aktiver Cellospieler beschäftigte er sich unter anderem mit dem Bau von Streichinstrumenten, aber auch mit dem Cremoneser Geigenlack und veröffentlichte 1920 eine fast wissenschaftliche Abhandlung zu diesem Thema.
Er beschäftigte sich mit der Geschichte Basels und war befreundet mit den Historikern Rudolf Wackernagel und Albert Burckhardt-Finsler, der auch das Basler Jahrbuch herausgab.

## Mitgliedschaften
Wilhelm Christ-Iselin war von 1883 bis 1888 Kassierer des 1839 gegründeten Basler Kunstvereins und von 1900 bis 1905 im gleichen Amt in der Kunstkommission, die die Direktion und Geschäftsleitung des Basler Kunstmuseums unterstützte.
Er war auch Mitglied in der Historischen und Antiquarischen Gesellschaft.

## Schriften (Auswahl)
- Alte Basler Kinder- und Volks-Reime. Basel: Frobenius AG, 1918.
- Geh aus, mein Herz. Basel: Frobenius, 1918.
- Zur Frage des Cremoneser Geigenlackes: Eine Hypothese. Leipzig, 1920. (2. Auflage)
- Erinnerungen an Hans Sandreuter. Darmstadt: Koch, 1902.
- ‘s Teschtament; oder, D‘r Doppelgänger. Das Gschpängscht. Zwai Theaterstiggli in aim Akt. Basel, Verein Quodlibet, 1923.
- Die neiji Schtubemagd; e baseldytsch Schtiggli in zwai Szene. Basel, Verein Quodlibet, 1923.
- Raffael Schlirki: ein baseldeutscher Schwank. Basel: Frobenius, 1926.
- Dr Prinz: Lustspiel in baseldeutscher Mundart. Basel: Frobenius, 1933.
- Dr Gobetag: Stickli in 1 Akt in Baseldeutscher Mundart. Basel: Frobenius, 1933.
- Dr Vereinsspaziergang. Basel: Frobenius, 1933.
- Bim Gwafför: Schwank in zwei Szenen in baseldeutscher Mundart. Basel: Frobenius, 1933.
- Briefe an die Eltern. Basel, 1964.